# Fūma no Kojirō
Fūma no Kojirō (風魔の小次郎, Kojiro of the Fuma Clan) est une série de mangas créée et illustrée par Masami Kurumada. Le manga est publié par le magazine Weekly Shōnen Jump de janvier 1982 à novembre 1983, totalisant 96 chapitres. La maison d'édition Shūeisha, compile l'ensemble des chapitres et publie le manga en dix volumes, le premier volume est publié le 15 août 1982 et le dixième, le 15 mai 1984.
La série est également adaptée en animation, diffusée entre juin 1989 et décembre 1990, plus un épisode additionnel paru en novembre 1992. Elle comprend 12 épisodes en deux parties distinctes. Chaque partie se compose de six épisodes, la première partie met en avant l'affrontement de deux clans rivaux : le clan Fūma et le clan Yasha. La seconde partie trace la bataille de plusieurs guerriers du chaos, dont le but est de récupérer les sabres célestes,. La série animée ainsi que le film sont distribués en France par Kazé pour la sortie VHS, il s'agit d'ailleurs du premier anime doublé en français de cet éditeur,.
Le manga est édité en version française chez NaBan Éditions depuis 2024, sous le titre Kojiro du clan Fūma.

## Personnages
- Kojiro (VO : Keiichi Nanba, VF : Olivier Cordina[10])
- Ryoma (VO : Hideyuki Hori, VF : Marc Benjamin [ep. 1-3] & Pascal Tréhet [ep. 4-6])
- Musashi Asuka (VO : Shō Hayami, VF : Guillaume Cramoisan)
- Kirikaze (VO : Nobuo Tobita, VF : Christophe Théveneau)